# Élections cantonales de 2011 en Maine-et-Loire
Les élections cantonales ont eu lieu les 20 et 27 mars 2011.

## Contexte départemental

### Assemblée départementale sortante
Avant les élections, le conseil général de Maine-et-Loire est présidé par Christophe Béchu (UMP). Il comprend 41 conseillers généraux issus des 41 cantons de Maine-et-Loire ; 20 d'entre eux sont renouvelables lors de ces élections.
| Parti                             | Sigle | Élus |
| --------------------------------- | ----- | ---- |
| Majorité (26 sièges)              |       |      |
| Union pour un mouvement populaire | UMP   | 12   |
| Divers droite                     | DVD   | 10   |
| Mouvement démocrate               | MoDem | 2    |
| Nouveau Centre                    | NC    | 2    |
| Opposition (15 sièges)            |       |      |
| Parti socialiste                  | PS    | 11   |
| Divers gauche                     | DVG   | 3    |
| Parti radical de gauche           | PRG   | 1    |
| Président du conseil général      |       |      |
| Christophe Béchu (UMP)            |       |      |

## Résultats à l'échelle du département

### Résultats en nombre de sièges
| Parti | Sièges mis en jeu | Élus | Évolution |
| ----- | ----------------- | ---- | --------- |
| PS    | 7                 | 5    | -2        |
| DVD   | 4                 | 6    | +2        |
| UMP   | 4                 | 6    | +2        |
| DVG   | 2                 | 2    | 0         |
| MoDem | 1                 | 0    | -1        |
| NC    | 1                 | 0    | -1        |
| PRG   | 1                 | 1    | 0         |

### Assemblée départementale à l'issue des élections
| Parti                             | Sigle | Élus |
| --------------------------------- | ----- | ---- |
| Majorité (28 sièges)              |       |      |
| Union pour un mouvement populaire | UMP   | 14   |
| Divers droite                     | DVD   | 12   |
| Mouvement démocrate               | MoDem | 1    |
| Nouveau Centre                    | NC    | 1    |
| Opposition (13 sièges)            |       |      |
| Parti socialiste                  | PS    | 9    |
| Divers gauche                     | DVG   | 3    |
| Parti radical de gauche           | PRG   | 1    |
| Président du conseil général      |       |      |
| Christophe Béchu (UMP)            |       |      |

## Résultats par canton

### Canton d'Allonnes
| Candidat       | Candidat       | Étiquette      | Premier tour | Premier tour | Second tour | Second tour |
| Candidat       | Candidat       | Étiquette      | Voix         | %            | Voix        | %           |
| -------------- | -------------- | -------------- | ------------ | ------------ | ----------- | ----------- |
|                | Guy Bertin     | DVD            | 2 038        | 58,33        | 2 693       | 76,12       |
|                | Marie Paugham  | FN             | 793          | 22,70        | 845         | 23,88       |
|                | Sylvie Menjon  | PS             | 663          | 18,98        |             |             |
|                |                |                |              |              |             |             |
| Inscrits       | Inscrits       | Inscrits       | 8 287        | 100,00       | 8 287       | 100,00      |
| Abstentions    | Abstentions    | Abstentions    | 4 666        | 56,31        | 4 535       | 54,72       |
| Votants        | Votants        | Votants        | 3 621        | 43,69        | 3 752       | 45,28       |
| Blancs et nuls | Blancs et nuls | Blancs et nuls | 127          | 3,51         | 214         | 5,70        |
| Exprimés       | Exprimés       | Exprimés       | 3 494        | 96,49        | 3 538       | 94,30       |

### Canton d'Angers-Ouest
| Candidat       | Candidat         | Étiquette      | Premier tour | Premier tour | Second tour | Second tour |
| Candidat       | Candidat         | Étiquette      | Voix         | %            | Voix        | %           |
| -------------- | ---------------- | -------------- | ------------ | ------------ | ----------- | ----------- |
|                | Fatimata Amy     | PS             | 2 830        | 35,70        | 4 968       | 61,14       |
|                | Caroline Fel     | DVD            | 2 247        | 28,34        | 3 158       | 38,86       |
|                | Gérard Nussmann  | EÉLV           | 1 957        | 24,68        |             |             |
|                | Nadine Bouvet    | PCF            | 412          | 5,20         |             |             |
|                | Thomas Chamaille | DVD            | 280          | 3,53         |             |             |
|                | Fabrice Giraudi  | PRG            | 202          | 2,55         |             |             |
|                |                  |                |              |              |             |             |
| Inscrits       | Inscrits         | Inscrits       | 22 232       | 100,00       | 22 232      | 100,00      |
| Abstentions    | Abstentions      | Abstentions    | 13 961       | 62,80        | 13 644      | 61,37       |
| Votants        | Votants          | Votants        | 8 271        | 37,20        | 8 588       | 38,63       |
| Blancs et nuls | Blancs et nuls   | Blancs et nuls | 343          | 4,15         | 462         | 5,38        |
| Exprimés       | Exprimés         | Exprimés       | 7 928        | 95,85        | 8 126       | 94,62       |

### Canton d'Angers-Sud
| Candidat       | Candidat           | Étiquette      | Premier tour | Premier tour | Second tour | Second tour |
| Candidat       | Candidat           | Étiquette      | Voix         | %            | Voix        | %           |
| -------------- | ------------------ | -------------- | ------------ | ------------ | ----------- | ----------- |
|                | Norma Mével-Pla    | PS             | 1 840        | 34,76        | 3 202       | 60,47       |
|                | Gilles Groussard   | DVD            | 1 598        | 30,19        | 2 093       | 39,53       |
|                | Bruno Baron        | EÉLV           | 897          | 16,94        |             |             |
|                | Bruno Poterie      | MoDem          | 329          | 6,21         |             |             |
|                | Patrick Mennessier | DVD            | 245          | 4,63         |             |             |
|                | Christel Pfister   | PCF            | 227          | 4,29         |             |             |
|                | Michel Monier      | POI            | 158          | 2,98         |             |             |
|                |                    |                |              |              |             |             |
| Inscrits       | Inscrits           | Inscrits       | 14 796       | 100,00       | 14 796      | 100,00      |
| Abstentions    | Abstentions        | Abstentions    | 9 338        | 63,11        | 9 252       | 62,53       |
| Votants        | Votants            | Votants        | 5 458        | 36,89        | 5 544       | 37,47       |
| Blancs et nuls | Blancs et nuls     | Blancs et nuls | 164          | 3,00         | 249         | 4,49        |
| Exprimés       | Exprimés           | Exprimés       | 5 294        | 97,00        | 5 295       | 95,51       |

### Canton d'Angers-Trélazé
| Candidat       | Candidat         | Étiquette      | Premier tour | Premier tour | Second tour | Second tour |
| Candidat       | Candidat         | Étiquette      | Voix         | %            | Voix        | %           |
| -------------- | ---------------- | -------------- | ------------ | ------------ | ----------- | ----------- |
|                | Grégory Blanc*   | PS             | 4 138        | 48,73        | 5 899       | 75,98       |
|                | Pierre Bahain    | UMP            | 1 259        | 14,83        | 1 865       | 24,02       |
|                | Michel Schaeffer | FN             | 984          | 11,59        |             |             |
|                | Jamila Delmotte  | EÉLV           | 967          | 11,39        |             |             |
|                | Philippe Denis   | PCF            | 637          | 7,50         |             |             |
|                | Rachid Belkala   | MoDem          | 507          | 5,97         |             |             |
|                |                  |                |              |              |             |             |
| Inscrits       | Inscrits         | Inscrits       | 20 696       | 100,00       | 20 696      | 100,00      |
| Abstentions    | Abstentions      | Abstentions    | 11 958       | 57,78        | 12 367      | 59,76       |
| Votants        | Votants          | Votants        | 8 738        | 42,22        | 8 329       | 40,24       |
| Blancs et nuls | Blancs et nuls   | Blancs et nuls | 246          | 2,82         | 565         | 6,78        |
| Exprimés       | Exprimés         | Exprimés       | 8 492        | 97,18        | 8 329       | 93,22       |

*sortant

### Canton de Baugé
| Candidat       | Candidat           | Étiquette      | Premier tour | Premier tour |
| Candidat       | Candidat           | Étiquette      | Voix         | %            |
| -------------- | ------------------ | -------------- | ------------ | ------------ |
|                | Philippe Chalopin  | UMP            | 2 168        | 50,87        |
|                | Sébastien Lebouche | PS             | 1 160        | 27,22        |
|                | Danielle Gentet    | FN             | 478          | 11,22        |
|                | Elisabeth Trillon  | EÉLV           | 384          | 9,01         |
|                | Nelly Cabane       | PCF            | 72           | 1,69         |
|                |                    |                |              |              |
| Inscrits       | Inscrits           | Inscrits       | 8 227        | 100,00       |
| Abstentions    | Abstentions        | Abstentions    | 3 860        | 46,92        |
| Votants        | Votants            | Votants        | 4 367        | 53,08        |
| Blancs et nuls | Blancs et nuls     | Blancs et nuls | 105          | 2,40         |
| Exprimés       | Exprimés           | Exprimés       | 4 262        | 97,60        |

### Canton de Candé
| Candidat       | Candidat         | Étiquette      | Premier tour | Premier tour |
| Candidat       | Candidat         | Étiquette      | Voix         | %            |
| -------------- | ---------------- | -------------- | ------------ | ------------ |
|                | Gérard Delaunay* | UMP            | 1 599        | 68,54        |
|                | Claude Averty    | PCF            | 374          | 16,03        |
|                | Denis Payen      | FN             | 360          | 15,43        |
|                |                  |                |              |              |
| Inscrits       | Inscrits         | Inscrits       | 5 274        | 100,00       |
| Abstentions    | Abstentions      | Abstentions    | 2 838        | 53,81        |
| Votants        | Votants          | Votants        | 2 436        | 46,19        |
| Blancs et nuls | Blancs et nuls   | Blancs et nuls | 103          | 4,23         |
| Exprimés       | Exprimés         | Exprimés       | 2 333        | 95,77        |

*sortant

### Canton de Chalonnes-sur-Loire
| Candidat       | Candidat              | Étiquette      | Premier tour | Premier tour |
| Candidat       | Candidat              | Étiquette      | Voix         | %            |
| -------------- | --------------------- | -------------- | ------------ | ------------ |
|                | Stella Dupont*        | PS             | 2 378        | 51,91        |
|                | Jean-Claude Sancereau | UMP            | 1 283        | 28,01        |
|                | Sébastien Cornec      | DVD            | 772          | 16,85        |
|                | Annabelle Baholet     | PCF            | 148          | 3,23         |
|                |                       |                |              |              |
| Inscrits       | Inscrits              | Inscrits       | 8 904        | 100,00       |
| Abstentions    | Abstentions           | Abstentions    | 4 160        | 46,72        |
| Votants        | Votants               | Votants        | 4 744        | 53,28        |
| Blancs et nuls | Blancs et nuls        | Blancs et nuls | 163          | 3,44         |
| Exprimés       | Exprimés              | Exprimés       | 4 581        | 96,56        |

*sortante

### Canton de Cholet-1
| Candidat       | Candidat            | Étiquette      | Premier tour | Premier tour | Second tour | Second tour |
| Candidat       | Candidat            | Étiquette      | Voix         | %            | Voix        | %           |
| -------------- | ------------------- | -------------- | ------------ | ------------ | ----------- | ----------- |
|                | Jean-Paul Boisneau* | UMP            | 3 020        | 49,65        | 3 400       | 52,32       |
|                | Jean-Marc Vacher    | PS             | 1 709        | 28,09        | 3 099       | 47,68       |
|                | Franck Loiseau      | PG             | 1 354        | 22,26        |             |             |
|                |                     |                |              |              |             |             |
| Inscrits       | Inscrits            | Inscrits       | 18 137       | 100,00       | 18 137      | 100,00      |
| Abstentions    | Abstentions         | Abstentions    | 11 775       | 64,92        | 11 378      | 62,73       |
| Votants        | Votants             | Votants        | 6 362        | 35,08        | 6 759       | 37,27       |
| Blancs et nuls | Blancs et nuls      | Blancs et nuls | 279          | 4,39         | 260         | 3,85        |
| Exprimés       | Exprimés            | Exprimés       | 6 083        | 95,61        | 6 499       | 96,15       |

*sortant

### Canton de Cholet-2
| Candidat       | Candidat                 | Étiquette      | Premier tour | Premier tour | Second tour | Second tour |
| Candidat       | Candidat                 | Étiquette      | Voix         | %            | Voix        | %           |
| -------------- | ------------------------ | -------------- | ------------ | ------------ | ----------- | ----------- |
|                | Jean-Pierre Chavassieux* | DVD            | 3 816        | 59,00        | 4 233       | 65,48       |
|                | Youssef Laarabi          | PS             | 1 237        | 19,12        | 2 232       | 34,52       |
|                | Marie-Hélène Aubert      | EÉLV           | 1 094        | 16,91        |             |             |
|                | Julien Fonteneau         | PCF            | 321          | 4,96         |             |             |
|                |                          |                |              |              |             |             |
| Inscrits       | Inscrits                 | Inscrits       | 18 919       | 100,00       | 18 919      | 100,00      |
| Abstentions    | Abstentions              | Abstentions    | 12 192       | 64,44        | 12 185      | 64,41       |
| Votants        | Votants                  | Votants        | 6 727        | 35,56        | 6 734       | 35,59       |
| Blancs et nuls | Blancs et nuls           | Blancs et nuls | 259          | 3,85         | 269         | 3,99        |
| Exprimés       | Exprimés                 | Exprimés       | 6 468        | 96,15        | 6 465       | 96,01       |

*sortant

### Canton de Doué-la-Fontaine
| Candidat       | Candidat          | Étiquette      | Premier tour | Premier tour |
| Candidat       | Candidat          | Étiquette      | Voix         | %            |
| -------------- | ----------------- | -------------- | ------------ | ------------ |
|                | Bruno Cheptou*    | PS             | 2 865        | 52,86        |
|                | Jean-Pierre Pohu  | UMP            | 1 926        | 35,54        |
|                | Danielle Duret    | FN             | 535          | 9,87         |
|                | Philippe Bouttier | PCF            | 94           | 1,73         |
|                |                   |                |              |              |
| Inscrits       | Inscrits          | Inscrits       | 10 643       | 100,00       |
| Abstentions    | Abstentions       | Abstentions    | 5 074        | 47,67        |
| Votants        | Votants           | Votants        | 5 569        | 52,33        |
| Blancs et nuls | Blancs et nuls    | Blancs et nuls | 149          | 2,68         |
| Exprimés       | Exprimés          | Exprimés       | 5 420        | 97,32        |

*sortant

### Canton de Durtal
| Candidat       | Candidat                 | Étiquette      | Premier tour | Premier tour | Second tour | Second tour |
| Candidat       | Candidat                 | Étiquette      | Voix         | %            | Voix        | %           |
| -------------- | ------------------------ | -------------- | ------------ | ------------ | ----------- | ----------- |
|                | Jean-Luc Davy*           | UMP            | 1 413        | 44,49        | 1 729       | 54,30       |
|                | Corinne Bobet            | PS             | 946          | 29,79        | 1 455       | 45,70       |
|                | Denis Payen              | FN             | 518          | 16,31        |             |             |
|                | Isabelle Corlay          | PRG            | 203          | 6,39         |             |             |
|                | Sophie Labrune-Delecolle | PCF            | 96           | 3,02         |             |             |
|                |                          |                |              |              |             |             |
| Inscrits       | Inscrits                 | Inscrits       | 7 417        | 100,00       | 7 417       | 100,00      |
| Abstentions    | Abstentions              | Abstentions    | 4 101        | 55,29        | 4 032       | 54,36       |
| Votants        | Votants                  | Votants        | 3 316        | 44,71        | 3 385       | 45,64       |
| Blancs et nuls | Blancs et nuls           | Blancs et nuls | 140          | 4,22         | 201         | 5,94        |
| Exprimés       | Exprimés                 | Exprimés       | 3 176        | 95,78        | 3 184       | 94,06       |

*sortant

### Canton de Gennes
| Candidat       | Candidat          | Étiquette      | Premier tour | Premier tour | Second tour | Second tour |
| Candidat       | Candidat          | Étiquette      | Voix         | %            | Voix        | %           |
| -------------- | ----------------- | -------------- | ------------ | ------------ | ----------- | ----------- |
|                | Alain Lauriou*    | DVD            | 1 022        | 36,33        | 1 352       | 56,83       |
|                | Jean-Yves Fulneau | DVD            | 706          | 25,10        | 1 027       | 43,17       |
|                | Catherine Brauer  | EÉLV           | 427          | 15,18        |             |             |
|                | Astrid Lelièvre   | PS             | 352          | 12,51        |             |             |
|                | Marc Lyoen        | FN             | 240          | 8,53         |             |             |
|                | Christian Thoueil | PCF            | 66           | 2,35         |             |             |
|                |                   |                |              |              |             |             |
| Inscrits       | Inscrits          | Inscrits       | 5 308        | 100,00       | 5 308       | 100,00      |
| Abstentions    | Abstentions       | Abstentions    | 2 442        | 46,01        | 2 657       | 50,06       |
| Votants        | Votants           | Votants        | 2 866        | 53,99        | 2 651       | 49,94       |
| Blancs et nuls | Blancs et nuls    | Blancs et nuls | 53           | 1,85         | 272         | 10,26       |
| Exprimés       | Exprimés          | Exprimés       | 2 813        | 98,15        | 2 379       | 89,74       |

### Canton de Montrevault
| Candidat       | Candidat               | Étiquette      | Premier tour | Premier tour |
| Candidat       | Candidat               | Étiquette      | Voix         | %            |
| -------------- | ---------------------- | -------------- | ------------ | ------------ |
|                | Serge Piou             | UMP            | 2 949        | 56,66        |
|                | Marie-Jeanne Ragueneau | PS             | 806          | 15,49        |
|                | Christophe Douge       | EÉLV           | 759          | 14,58        |
|                | Anne-Marie Durafour    | FN             | 618          | 11,87        |
|                | Hugues Bouvet          | PCF            | 73           | 1,40         |
|                |                        |                |              |              |
| Inscrits       | Inscrits               | Inscrits       | 11 673       | 100,00       |
| Abstentions    | Abstentions            | Abstentions    | 6 290        | 53,89        |
| Votants        | Votants                | Votants        | 5 383        | 46,11        |
| Blancs et nuls | Blancs et nuls         | Blancs et nuls | 178          | 3,31         |
| Exprimés       | Exprimés               | Exprimés       | 5 205        | 96,69        |

### Canton des Ponts-de-Cé
| Candidat       | Candidat          | Étiquette      | Premier tour | Premier tour | Second tour | Second tour |
| Candidat       | Candidat          | Étiquette      | Voix         | %            | Voix        | %           |
| -------------- | ----------------- | -------------- | ------------ | ------------ | ----------- | ----------- |
|                | Dominique Léon    | DVD            | 4 060        | 32,87        | 5 470       | 44,00       |
|                | Philippe Bodard*  | DVG            | 3 697        | 29,93        | 6 961       | 56,00       |
|                | Joël Bigot        | PS             | 3 643        | 29,49        |             |             |
|                | Mireille Villette | POI            | 561          | 4,54         |             |             |
|                | Michel Burban     | PCF            | 392          | 3,17         |             |             |
|                |                   |                |              |              |             |             |
| Inscrits       | Inscrits          | Inscrits       | 29 488       | 100,00       | 29 488      | 100,00      |
| Abstentions    | Abstentions       | Abstentions    | 16 546       | 56,11        | 16 326      | 55,36       |
| Votants        | Votants           | Votants        | 12 942       | 43,89        | 13 162      | 44,64       |
| Blancs et nuls | Blancs et nuls    | Blancs et nuls | 589          | 4,55         | 731         | 5,55        |
| Exprimés       | Exprimés          | Exprimés       | 12 353       | 95,45        | 12 431      | 94,45       |

### Canton de Pouancé
| Candidat       | Candidat         | Étiquette      | Premier tour | Premier tour |
| Candidat       | Candidat         | Étiquette      | Voix         | %            |
| -------------- | ---------------- | -------------- | ------------ | ------------ |
|                | Marie-Jo Hamard* | DVD            | 2 254        | 70,72        |
|                | Mylène Canevet   | PS             | 709          | 22,25        |
|                | Sylvain Plouzin  | PCF            | 224          | 7,03         |
|                |                  |                |              |              |
| Inscrits       | Inscrits         | Inscrits       | 7 584        | 100,00       |
| Abstentions    | Abstentions      | Abstentions    | 4 103        | 54,10        |
| Votants        | Votants          | Votants        | 3 481        | 45,90        |
| Blancs et nuls | Blancs et nuls   | Blancs et nuls | 294          | 8,45         |
| Exprimés       | Exprimés         | Exprimés       | 3 187        | 91,55        |

### Canton de Saint-Florent-le-Vieil
| Candidat       | Candidat                 | Étiquette      | Premier tour | Premier tour |
| Candidat       | Candidat                 | Étiquette      | Voix         | %            |
| -------------- | ------------------------ | -------------- | ------------ | ------------ |
|                | Christian Rosello*       | DVD            | 4 060        | 66,51        |
|                | François-Xavier Lantoine | PS             | 2 044        | 33,49        |
|                |                          |                |              |              |
| Inscrits       | Inscrits                 | Inscrits       | 13 306       | 100,00       |
| Abstentions    | Abstentions              | Abstentions    | 6 866        | 51,60        |
| Votants        | Votants                  | Votants        | 6 440        | 48,40        |
| Blancs et nuls | Blancs et nuls           | Blancs et nuls | 336          | 5,22         |
| Exprimés       | Exprimés                 | Exprimés       | 6 104        | 94,78        |

### Canton de Saint-Georges-sur-Loire
| Candidat       | Candidat            | Étiquette      | Premier tour | Premier tour | Second tour | Second tour |
| Candidat       | Candidat            | Étiquette      | Voix         | %            | Voix        | %           |
| -------------- | ------------------- | -------------- | ------------ | ------------ | ----------- | ----------- |
|                | Jean-Marie Gaudin   | DVD            | 2 141        | 38,15        | 2 803       | 50,65       |
|                | Jacques Genevois    | PS             | 1 377        | 24,54        | 2 731       | 49,35       |
|                | Martial Ruppert     | EÉLV           | 985          | 17,55        |             |             |
|                | Christian Gentils   | DVG            | 951          | 16,95        |             |             |
|                | Jean-Jacques Dufois | PCF            | 158          | 2,82         |             |             |
|                |                     |                |              |              |             |             |
| Inscrits       | Inscrits            | Inscrits       | 12 161       | 100,00       | 12 161      | 100,00      |
| Abstentions    | Abstentions         | Abstentions    | 6 353        | 52,24        | 6 406       | 52,68       |
| Votants        | Votants             | Votants        | 5 808        | 47,76        | 5 755       | 47,32       |
| Blancs et nuls | Blancs et nuls      | Blancs et nuls | 196          | 1,61         | 221         | 3,84        |
| Exprimés       | Exprimés            | Exprimés       | 5 612        | 46,15        | 5 534       | 96,16       |

### Canton de Saumur-Nord
| Candidat       | Candidat              | Étiquette      | Premier tour | Premier tour | Second tour | Second tour |
| Candidat       | Candidat              | Étiquette      | Voix         | %            | Voix        | %           |
| -------------- | --------------------- | -------------- | ------------ | ------------ | ----------- | ----------- |
|                | Jean-Michel Marchand* | PRG            | 1 593        | 45,15        | 2 156       | 59,92       |
|                | Paul Hugot            | UMP            | 1 033        | 29,28        | 1 442       | 40,08       |
|                | René Lacalmette       | FN             | 465          | 13,18        |             |             |
|                | Gaëlle Chardon        | PG             | 232          | 6,58         |             |             |
|                | Patrick Morineau      | MPF            | 107          | 3,03         |             |             |
|                | Jean-Michel Dumont    | PCF            | 98           | 2,78         |             |             |
|                |                       |                |              |              |             |             |
| Inscrits       | Inscrits              | Inscrits       | 7 880        | 100,00       | 7 879       | 100,00      |
| Abstentions    | Abstentions           | Abstentions    | 4 212        | 53,45        | 4 063       | 51,57       |
| Votants        | Votants               | Votants        | 3 668        | 46,55        | 3 816       | 48,43       |
| Blancs et nuls | Blancs et nuls        | Blancs et nuls | 140          | 3,82         | 218         | 5,71        |
| Exprimés       | Exprimés              | Exprimés       | 3 528        | 96,18        | 3 598       | 94,29       |

### Canton de Saumur-Sud
| Candidat       | Candidat            | Étiquette      | Premier tour | Premier tour | Second tour | Second tour |
| Candidat       | Candidat            | Étiquette      | Voix         | %            | Voix        | %           |
| -------------- | ------------------- | -------------- | ------------ | ------------ | ----------- | ----------- |
|                | Jackie Goulet*      | DVG            | 4 004        | 42,04        | 5 670       | 60,47       |
|                | Charles-Henri Jamin | UMP            | 2 713        | 28,49        | 3 707       | 39,53       |
|                | Francis Martin      | FN             | 1 405        | 14,75        |             |             |
|                | Gérard Nussmann     | EÉLV           | 812          | 8,53         |             |             |
|                | Patrick Gayon       | DVD            | 307          | 3,22         |             |             |
|                | Patrick Daviaud     | MPF            | 283          | 2,97         |             |             |
|                |                     |                |              |              |             |             |
| Inscrits       | Inscrits            | Inscrits       | 21 654       | 100,00       | 21 654      | 100,00      |
| Abstentions    | Abstentions         | Abstentions    | 11 899       | 54,95        | 11 656      | 53,83       |
| Votants        | Votants             | Votants        | 9 755        | 45,05        | 9 998       | 46,17       |
| Blancs et nuls | Blancs et nuls      | Blancs et nuls | 231          | 2,37         | 621         | 6,21        |
| Exprimés       | Exprimés            | Exprimés       | 9 524        | 97,63        | 9 377       | 93,79       |

### Canton de Segré
| Candidat       | Candidat         | Étiquette      | Premier tour | Premier tour | Second tour | Second tour |
| Candidat       | Candidat         | Étiquette      | Voix         | %            | Voix        | %           |
| -------------- | ---------------- | -------------- | ------------ | ------------ | ----------- | ----------- |
|                | Gilles Grimaud*  | DVD            | 2 707        | 52,55        | 2 829       | 54,88       |
|                | Emmanuel Drouin  | PS             | 1 671        | 32,44        | 2 326       | 45,12       |
|                | Nathalie Bernard | EÉLV           | 586          | 11,38        |             |             |
|                | Patrick Gayon    | DVD            | 307          | 3,22         |             |             |
|                | Annita Cochin    | PCF            | 187          | 3,63         |             |             |
|                |                  |                |              |              |             |             |
| Inscrits       | Inscrits         | Inscrits       | 12 371       | 100,00       | 12 371      | 100,00      |
| Abstentions    | Abstentions      | Abstentions    | 6 954        | 56,21        | 6 954       | 56,21       |
| Votants        | Votants          | Votants        | 5 417        | 43,79        | 5 417       | 43,79       |
| Blancs et nuls | Blancs et nuls   | Blancs et nuls | 266          | 4,91         | 262         | 4,84        |
| Exprimés       | Exprimés         | Exprimés       | 5 151        | 95,09        | 5 155       | 95,16       |